# 2004年欧州議会議員選挙 (スペイン)
2004年欧州議会議員選挙（2004ねんおうしゅうぎかいぎいんせんきょ）は、欧州連合（EU）の議会組織である欧州議会を構成する欧州議会議員を全面改選するために欧州連合加盟25カ国で2004年6月10日～13日にわたって行われたヨーロッパにおける選挙である。欧州連合加盟国であるスペインにおいては、6月13日に投票が行われた。本稿ではスペインにおける欧州議会議員選挙の結果について紹介する。

## 概要
- 欧州議会議員定数（スペイン）：54議席
- 欧州議会議員の任期：5年
- 選挙制度：比例代表
  - 全国1選挙区
  - 有権者は政党名簿のいずれか一つを選択して投票
  - 議席配分は全国集計された得票数に応じてドント式で行う

## 選挙結果
- 投票日：2004年6月13日
- 登録有権者数：34,706,044名
- 投票者数：15,666,491名
- 投票率：45.14% 
  - 有効投票総数：15,512,282票
  - 無効票：154,209票
  - 白票：95,014票

| スペイン社会労働党（PSOE） Partido Socialista Obrero Español | 6,741,112 | 43.46 | 25 |
| 国民党（PP） Partido Popular                                 | 6,393,192 | 41.21 | 24 |
| ガレウスカ＝ヨーロッパの諸民族 Galeusca-Pueblos de Europa    | 798,816   | 5.15  | 2  |
| 統一左翼-カタルーニャ緑の発意-カタルーニャ左翼 IU-ICV-EUIA   | 643,136   | 4.15  | 2  |
| 諸民族のヨーロッパ Europa de los Pueblos                     | 380,709   | 2.45  | 1  |

- 出所：Minsterio de Interior - Resultados Electorales（スペイン内務省選挙リサーチ）